# 라이프위버
라이프위버(본명: 니란 프룩사마니, 영어: Niran Pruksamanee)는 블리자드 엔터테인먼트사의 게임 오버워치에 등장하는 게임 캐릭터이다.

## 같이 보기
- 오버워치
- 오버워치의 등장인물